# Arijon Ibrahimović
Arijon Ibrahimović (albánsky: Arijon Ibrahimi; * 11. prosince 2005) je německý profesionální fotbalista, který hraje na pozici záložníka nebo křídelníka za klub 1. FC Heidenheim, kde je na hostování z Bayernu Mnichov.

## Klubová kariéra

### Mládežnická kariéra
Ibrahimović je odchovancem Greutheru Fürth a 1. FC Norimberk, v roce 2018 přestoupil do mládežnické akademie Bayernu Mnichov. Svým talentem a dovednostmi zaujal a hrál tak za tým U17 ve 14 letech a U19 v 16 letech. V přípravě na sezónu 2021/22 začal trénovat s A-týmem. V září 2022 byl označen anglickým deníkem The Guardian jako jeden z nejlepších hráčů na světě narozených v roce 2005.

### Bayern Mnichov
Dne 13. ledna 2023 debutoval Ibrahimović v A-týmu Bayernu spolu se svými spoluhráči z akademie Johannesem Schenkem, Tarekem Buchmannem, Yusufem Kabadayı a Lovrem Zvonarkem ve to v přátelském zápase proti rakouskému klubu Red Bull Salzburg, kdy přišel jako náhradník ve druhém poločase a nahradil Jamala Musialu. Vstřelil druhý gól svého týmu, za stavu 3:1, a zápas nakonec skončil remízou 4:4. O několik dní později, 17. ledna 2023, prodloužil smlouvu do roku 2025 a byl natrvalo povýšen do prvního týmu.
Dne 11. února 2023 debutoval Ibrahimović v Bundeslize při vítězství 3:0 nad VfL Bochum, když nastoupil jako náhradník za Leroye Saného v 77. minutě, čímž se stal druhým nejmladším debutantem v historii klubu, hned za Paulem Wannerem.

#### Hostování ve Frosinone
Dne 1. září 2023 byl poslán na hostování do italského klubu Frosinone Calcio, s možností trvalého přestupu na konci sezóny. Později téhož roku, 6. listopadu, zaznamenal svůj gól a asistenci při vítězství 2:1 nad Empoli.

### Návrat do Bayernu Mnichov
Dne 2. července 2024 oznámil Bayern Mnichov, že prodloužil Ibrahimovićovu smlouvu do roku 2027.
Ibrahimović si odbyl debut v Lize mistrů UEFA během šestého zápasu skupinové fáze 10. prosince 2024, při venkovním vítězství 5:1 nad Šachtarem Doněck, kdy nastoupil místo Thomase Müllera.

#### Hostování v Laziu
Dne 13. ledna 2025 se Ibrahimović vrátil do Serie A, na šestiměsíční hostování do Lazia až do konce sezóny 2024/25, přičemž měl možnost později přestoupit natrvalo.

#### Hostování v Heidenheimu
Dne 25. června 2025 oznámil klub 1. FC Heidenheim hráčův podpis, Ibrahimović se připojil na hostování na sezónu 2025/26.

## Reprezentační kariéra
Ibrahimović je mládežnický reprezentant Německa, který hrál za Německo U16, U17, U18, U19 a U20. Může hrát za národní týmy Kosova, Německa a Albánie.

## Statistiky

### Klubové
Platí k zápasu hranému 16. března 2025.
| Klub                  | Sezóna            | Liga                | Liga   | Liga | Národní pohár | Národní pohár | Kontinentální | Kontinentální | Celkově | Celkově |
| Klub                  | Sezóna            | Soutěž              | Zápasy | Góly | Zápasy        | Góly          | Zápasy        | Góly          | Zápasy  | Góly    |
| --------------------- | ----------------- | ------------------- | ------ | ---- | ------------- | ------------- | ------------- | ------------- | ------- | ------- |
| Bayern Mnichov        | 2022/23           | Bundesliga          | 1      | 0    | 0             | 0             | 0             | 0             | 1       | 0       |
| Bayern Mnichov        | 2023/24           | Bundesliga          | 0      | 0    | 0             | 0             | 0             | 0             | 0       | 0       |
| Bayern Mnichov        | 2024/25           | Bundesliga          | 1      | 0    | 1             | 0             | 1             | 0             | 3       | 0       |
| Bayern Mnichov        | Celkově           | Celkově             | 2      | 0    | 1             | 0             | 1             | 0             | 4       | 0       |
| Bayern Mnichov II     | 2022/23           | Regionalliga Bayern | 9      | 3    | —             | —             | —             | —             | 9       | 3       |
| Bayern Mnichov II     | 2023/24           | Regionalliga Bayern | 2      | 1    | —             | —             | —             | —             | 2       | 1       |
| Bayern Mnichov II     | 2024/25           | Regionalliga Bayern | 4      | 2    | —             | —             | —             | —             | 4       | 2       |
| Bayern Mnichov II     | Celkově           | Celkově             | 15     | 6    | —             | —             | —             | —             | 15      | 6       |
| Frosinone (hostování) | 2023/24           | Serie A             | 16     | 1    | 2             | 1             | —             | —             | 18      | 2       |
| Lazio (hostování)     | 2024/25           | Serie A             | 1      | 0    | 1             | 0             | 0             | 0             | 2       | 0       |
| Celkově v kariéře     | Celkově v kariéře | Celkově v kariéře   | 34     | 7    | 4             | 1             | 1             | 0             | 39      | 8       |

## Osobní život
Ibrahimovićovi rodiče jsou kosovští Albánci z Prizrenu. Jeho starší bratr Leunard je také fotbalista a hraje za klub ATSV Erlangen. Navzdory shodnému příjmení není Ibrahimović příbuzný s bývalým švédským útočníkem Zlatanem Ibrahimovićem.

## Úspěchy
Bayern Mnichov
- Bundesliga: 2022/23